# Embelia pauciflora
Embelia pauciflora là một loài thực vật có hoa trong họ Anh thảo. Loài này được Diels mô tả khoa học đầu tiên năm 1900.